# 라마커스 앨드리지

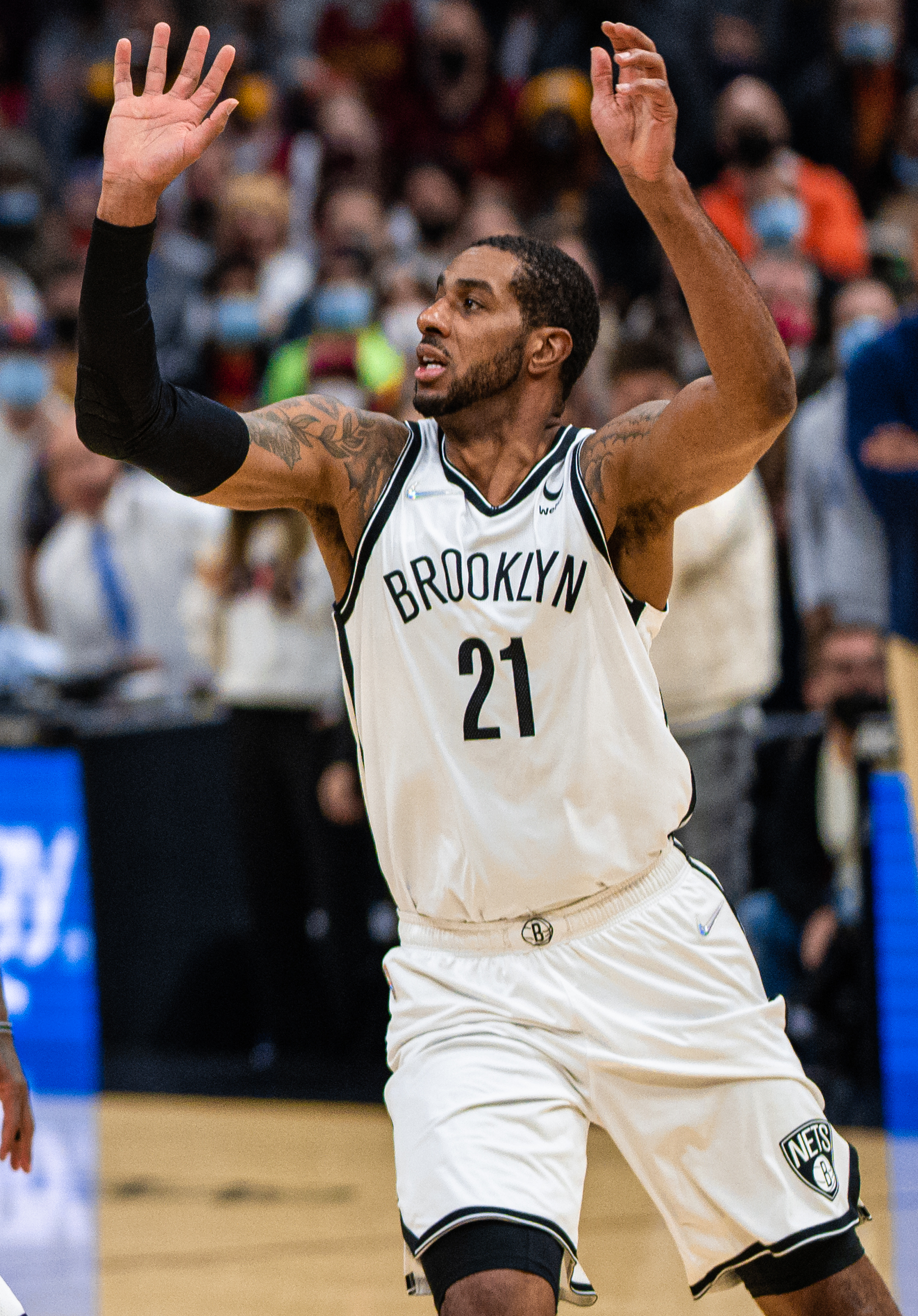

라마커스 앨드리지(LaMarcus Aldridge, 본명: 라마커스 누래 앨드리지, LaMarcus Nurae Aldridge, 1985년 7월 19일 ~ )는 미국의 전직 프로 농구 선수이다. 텍사스 롱혼스에서 두 시즌 동안 대학 농구를 했다. 앨드리지는 2006년 NBA 드래프트에서 전체 2순위로 지명되었다. 포틀랜드 트레일블레이저스에서 9시즌을 보낸 후 2015년 샌안토니오 스퍼스와 계약했다. 스퍼스가 계약을 매수한 후 2021년 3월 브루클린 네츠와 계약했다. 그는 불규칙한 심장박동으로 인해 2주 만에 은퇴했으나 의료 허가를 받고 다음 시즌 네츠로 복귀했다.
그의 시그니처 페이드어웨이 점프슛으로 널리 알려진 앨드리지는 5개의 올-NBA 팀에 선정되었으며 7번의 NBA 올스타에 선정되었다.

## 경력
- 2006-2015: 포틀랜드 트레일블레이저스
- 2015-2021: 샌안토니오 스퍼스
- 2021~2022: 브루클린 네츠